# سالم سلطان
سالم سلطان (مواليد 9 مايو 1993) لاعب كرة قدم إماراتي يجيد اللعب في الدفاع مع نادي الشارقة في دوري الخليج العربي الإماراتي .
لعب سابقاً في نادي العين ونادي الوحدة .

## روابط خارجية
- سالم سلطان على موقع قاعدة بيانات كرة القدم.إي يو (الإنجليزية)
- سالم سلطان على موقع Soccerway.com (الإنجليزية)